# Straßenradsport-Weltmeisterschaften/Sechser-Mannschaftszeitfahren der Frauen
Das Sechser-Mannschaftszeitfahren der Frauen war ein Wettbewerb bei den Straßenradsport-Weltmeisterschaften. Im Gegensatz zu den anderen WM-Wettbewerben traten die Fahrerinnen nicht für ihre Nationalmannschaften, sondern für die UCI Women’s Teams an, mit denen sie auch den größten Teil der Saison im Einsatz waren. Jede Mannschaft stellte sechs Fahrerinnen, wobei die Zeit nach dem Eintreffen der vierten Fahrerin gemessen wurde. Eine weitere Besonderheit war, dass die Siegerinnen keine Regenbogentrikots erhielten, sondern lediglich Medaillen und ein spezielles Emblem, das im Folgejahr auf den Trikots zu tragen war.
Bereits von 1987 bis 1994 hatte ein Mannschaftszeitfahren der Frauen bei der WM bestanden, das allerdings von Nationalteams bestritten wurde. Bei der Wieder-Einführung des Mannschaftszeitfahrens setzte man auf kommerzielle Teams, da diese während der Saison mehr Zeit zur Vorbereitung hatten. Startberechtigt waren je nach Ausgabe die ersten 15 bis 25 Teams der UCI-Weltrangliste, von denen jedoch nie alle von ihrem Startrecht Gebrauch machten.
Ab 2019 wurde der Wettbewerb durch die Mixed-Staffel ersetzt.

## Palmarès
| Jahr | Austragungsort | Gold | Silber | Bronze |
| ---- | -------------- | --- | --- | --- |
| 2012 | Valkenburg     | Specialized-lululemon Trixi Worrack Ellen van Dijk Ina-Yoko Teutenberg Evelyn Stevens Amber Neben Charlotte Becker | Orica-AIS Linda Villumsen Alexis Rhodes Melissa Hoskins Loes Gunnewijk Shara Gillow Judith Arndt                       | AA Drink-leontien.nl Kirsten Wild Emma Pooley Sharon Laws Jessie Daams Lucinda Brand Chantal Blaak                   |
| 2013 | Florenz        | Specialized-lululemon Lisa Brennauer Katie Colclough Ellen van Dijk Carmen Small Evelyn Stevens Trixi Worrack      | Rabobank Women Lucinda Brand Thalita de Jong Pauline Ferrand-Prévot Roxane Knetemann Annemiek van Vleuten Marianne Vos | Orica-AIS Annette Edmondson Shara Gillow Loes Gunnewijk Melissa Hoskins Emma Johansson Amanda Spratt                 |
| 2014 | Ponferrada     | Specialized-lululemon Chantal Blaak Lisa Brennauer Karol-Ann Canuel Carmen Small Evelyn Stevens Trixi Worrack      | Orica-AIS Annette Edmondson Melissa Hoskins Emma Johansson Jessie MacLean Valentina Scandolara Amanda Spratt           | Astana BePink Alena Amjaljussik Simona Frapporti Doris Schweizer Alissa Tetrick Silvia Valsecchi Susanna Zorzi       |
| 2015 | Richmond       | Velocio-SRAM Alena Amjaljussik Lisa Brennauer Karol-Ann Canuel Barbara Guarischi Mieke Kröger Trixi Worrack        | Boels Dolmans Elizabeth Armitstead Chantal Blaak Christine Majerus Katarzyna Pawłowska Ellen van Dijk Evelyn Stevens   | Rabo Liv Women Lucinda Brand Thalita de Jong Shara Gillow Roxane Knetemann Katarzyna Niewiadoma Anna van der Breggen |
| 2016 | Doha           | Boels Dolmans Chantal Blaak Karol-Ann Canuel Lizzie Deignan Christine Majerus Evelyn Stevens Ellen van Dijk        | Canyon SRAM Racing Alena Amjaljussik Hannah Barnes Lisa Brennauer Elena Cecchini Mieke Kröger Trixi Worrack            | Cervélo Bigla Ciara Horne Lisa Klein Lotta Lepistö Ashleigh Moolman Joëlle Numainville Stephanie Pohl                |
| 2017 | Bergen         | Team Sunweb Coryn Rivera Leah Kirchmann Ellen van Dijk Lucinda Brand Floortje Mackaij Sabrina Stultiens            | Boels Dolmans Karol-Ann Canuel Anna van der Breggen Chantal Blaak Megan Guarnier Christine Majerus Amy Pieters         | Cervélo Bigla Lotta Lepistö Lisa Klein Cecilie Uttrup Ludwig Ashleigh Moolman Clara Koppenburg Stephanie Gaumnitz    |
| 2018 | Innsbruck      | Canyon SRAM Racing Hannah Barnes Elena Cecchini Alice Barnes Trixi Worrack Lisa Klein Alena Amjaljussik            | Boels Dolmans Christine Majerus Amalie Dideriksen Amy Pieters Karol-Ann Canuel Anna van der Breggen Chantal Blaak      | Team Sunweb Liane Lippert Coryn Rivera Ellen van Dijk Lucinda Brand Leah Kirchmann Pernille Mathiesen                |

## Medaillenspiegel
Manche Teams traten unter wechselnden Namen und Ländern an. Die Nationalität eines Radsportteams bestimmt sich wahlweise nach dem Sitz des Betreibers oder des Sponsors und hat generell untergeordnete Bedeutung; insbesondere lässt sie keinen Rückschluss auf die Nationalität der Fahrerinnen zu. Keines der Teams, die auf dem Podium landeten, bestand ausschließlich aus Fahrerinnen einer Nation.
Betrachtet man die Erfolge einzelner Athletinnen, so sind die Rekordsiegerinnen Trixi Worrack (fünfmal) sowie Evelyn Stevens und Ellen van Dijk (je viermal). Am häufigsten waren Fahrerinnen aus Deutschland (zwölfmal), den Niederlanden (neunmal) und den USA (siebenmal) unter den siegreichen Teams. Insgesamt standen Fahrerinnen aus 18 verschiedenen Nationen auf dem Podest.